# Gaston Curbelo
Gaston Curbelo est footballeur français d'origine uruguayenne, né à Nancy le 8 avril 1976. Il évolue au poste d'Attaquant.

## Biographie
Gaston Curbelo est le fils de Carlos Curbelo lui aussi joueur de l'AS Nancy-Lorraine à son jeune âge. Né à Nancy, il part ensuite avec ses parents à Nice en 1980. C'est là-bas que Gaston signe sa première licence en poussins. La famille Curbelo rentre ensuite en Uruguay et Gaston évolue pour le club d'Huracan Buceo. Lors de l'été 2000, son père trouve un accord avec l'ASNL et Gaston rejoint la Lorraine pour deux saisons. 
Ce jeune milieu de terrain uruguayen parle évidemment un français impeccable et possède d'ailleurs la double nationalité franco-uruguayenne. Ses débuts sont difficiles et Gaston Curbelo peine pour être titularisé dans le groupe professionnel. Il ne trouvera finalement sa place que dans les dernières semaines de son contrat. 
Titularisé à plusieurs reprises à la fin du championnat 2001-2002, Gaston Curbelo montre d'indéniables qualités techniques et une bonne vision du jeu. Il signe alors un nouveau contrat de deux ans avec l'AS Nancy-Lorraine. Jusqu'alors souvent utilisé comme joueur d'appoint, il apparaît de plus en plus souvent lors de la saison 2003-2004 et en profite pour marquer neuf buts. 
De quoi encourager les dirigeants à lui proposer un nouveau bail de deux ans. En concurrence avec Dufresne, Fayolle et Kroupi, il est moins utilisé en 2004-2005 mais réalise de bons matchs et marque même cinq buts. 
Sa première saison en L1 est gâchée par une blessure à la cheville qui l'éloigne des terrains pendant près de six mois. Gaston Curbelo s'est auparavant distingué en réussissant notamment un doublé lors d'un match très important contre Troyes.
Lors de l'avant saison 2009/2010 il est invité à se trouver un nouveau club.
A la reprise de la saison 2019-2020; il se voit offrir un poste d’entraîneur-adjoint de l'équipe réserve de  l'Association sportive Nancy-Lorraine auprès de l’entraîneur principal Paul Fischer (football, 1969).
En mai 2022, il est diplômé du certificat d'entraîneur attaquant et défenseur (CEAD), diplôme nouvellement créé et délivré par la FFF.

## Palmarès
- AS Nancy-Lorraine
  - Ligue 2
    - Champion (1) : 2005

## Statistiques
| Saison                | Club                  | Championnat           | Championnat | Championnat | Coupe nationale | Coupe nationale | Coupe de la Ligue | Coupe de la Ligue | Compétition(s) continentale(s) | Compétition(s) continentale(s) | Compétition(s) continentale(s) | Total | Total |
| Saison                | Club                  | Division              | M.          | B.          | M.              | B.              | M.                | B.                | Comp.                          | M.                             | B.                             | M.    | B.    |
| 1997                  | Huracán Buceo         | Primera División      | -           | -           | -               | -               | -                 | -                 | -                              | -                              | -                              | 0     | 0     |
| 1998                  | Huracán Buceo         | Primera División      | -           | -           | -               | -               | -                 | -                 | -                              | -                              | -                              | 0     | 0     |
| 1999                  | Huracán Buceo         | Primera División      | 6           | 0           | -               | -               | -                 | -                 | -                              | -                              | -                              | 6     | 0     |
| 2000                  | Huracán Buceo         | Primera División      | -           | 4           | -               | -               | -                 | -                 | -                              | -                              | -                              | 0     | 4     |
| Sous-total            | Sous-total            | Sous-total            | 6           | 4           | -               | -               | -                 | -                 | -                              | -                              | -                              | 6     | 4     |
| 2000-2001             | AS Nancy-Lorraine     | Division 2            | 2           | 0           | -               | -               | -                 | -                 | -                              | -                              | -                              | 2     | 0     |
| 2001-2002             | AS Nancy-Lorraine     | Division 2            | 10          | 1           | -               | -               | -                 | -                 | -                              | -                              | -                              | 10    | 1     |
| 2002-2003             | AS Nancy-Lorraine     | Ligue 2               | 23          | 2           | 4               | 0               | 3                 | 0                 | -                              | -                              | -                              | 30    | 2     |
| 2003-2004             | AS Nancy-Lorraine     | Ligue 2               | 34          | 9           | 5               | 1               | 1                 | 0                 | -                              | -                              | -                              | 40    | 10    |
| 2004-2005             | AS Nancy-Lorraine     | Ligue 2               | 23          | 5           | 1               | 0               | -                 | -                 | -                              | -                              | -                              | 24    | 5     |
| 2005-2006             | AS Nancy-Lorraine     | Ligue 1               | 14          | 3           | -               | -               | -                 | -                 | -                              | -                              | -                              | 14    | 3     |
| 2006-2007             | AS Nancy-Lorraine     | Ligue 1               | 35          | 3           | -               | -               | 2                 | 1                 | C3                             | 6                              | 1                              | 43    | 5     |
| 2007-2008             | AS Nancy-Lorraine     | Ligue 1               | 32          | 0           | 2               | 0               | 3                 | 1                 | -                              | -                              | -                              | 37    | 1     |
| 2008-2009             | AS Nancy-Lorraine     | Ligue 1               | 8           | 0           | -               | -               | -                 | -                 | -                              | -                              | -                              | 8     | 0     |
| 2009-2010             | AS Nancy-Lorraine     | Ligue 1               | -           | -           | 2               | 1               | -                 | -                 | -                              | -                              | -                              | 2     | 1     |
| Sous-total            | Sous-total            | Sous-total            | 181         | 23          | 14              | 2               | 9                 | 2                 | -                              | 6                              | 1                              | 210   | 28    |
| Total sur la carrière | Total sur la carrière | Total sur la carrière | 187         | 27          | 14              | 2               | 9                 | 2                 | -                              | 6                              | 1                              | 216   | 32    |